# ولفغانغ بوب
ولفغانغ بوب (بالألمانية: Wolfgang Popp)‏ مواليد 19 مايو 1959 في نوي-إيزنبورغ، هسن، ألمانيا الغربية، هو لاعب كرة مضرب ألماني سابق وكان يلعب باليد اليمنى. أعلى تصنيف له في الفردي كان المركز الـ 81 في سنة 1985. أعلى تصنيف له في الزوجي كان المركز الـ 76 في سنة 1987.

## النهائيات
| الحصيلة | الرقم | التاريخ | الدورة                                   | الأرضية | الشريك         | المنافس                    | النتيجة  |
| ------- | ----- | ------- | ---------------------------------------- | ------- | -------------- | -------------------------- | -------- |
| الوصافة | 1.    | 1979    | الهند، الهند                             | ترابية  | توماس فورست    | كريس ديلاني جيمس ديلاني    | 6–7, 2–6 |
| الوصافة | 2.    | 1982    | بطولة شتوتغارت المفتوحة، ألمانيا الغربية | ترابية  | أندرياس مورير  | مارك إدموندسون براين تيتشر | 3–6, 1–6 |
| الفوز   | 1.    | 1987    | فلورنسا، إيطاليا                         | ترابية  | أودو ريجليوسكي | باولو كين جياني أوكليبو    | 6–4, 6–3 |
| الوصافة | 3.    | 1987    | تل أبيب، إسرائيل                         | صلبة    | هوب فان بويكل  | جلعاد بلوم شاهار بيركس     | 2–6, 4–6 |

## روابط خارجية
- ولفغانغ بوب على موقع رابطة محترفي التنس (الإنجليزية)
- ولفغانغ بوب على موقع الاتحاد الدولي لكرة المضرب (الإنجليزية)
- ولفغانغ بوب على موقع كأس ديفيز (الإنجليزية)
- ولفغانغ بوب على موقع خلاصة التنس.كوم (الإنجليزية)